# Bifrǫst

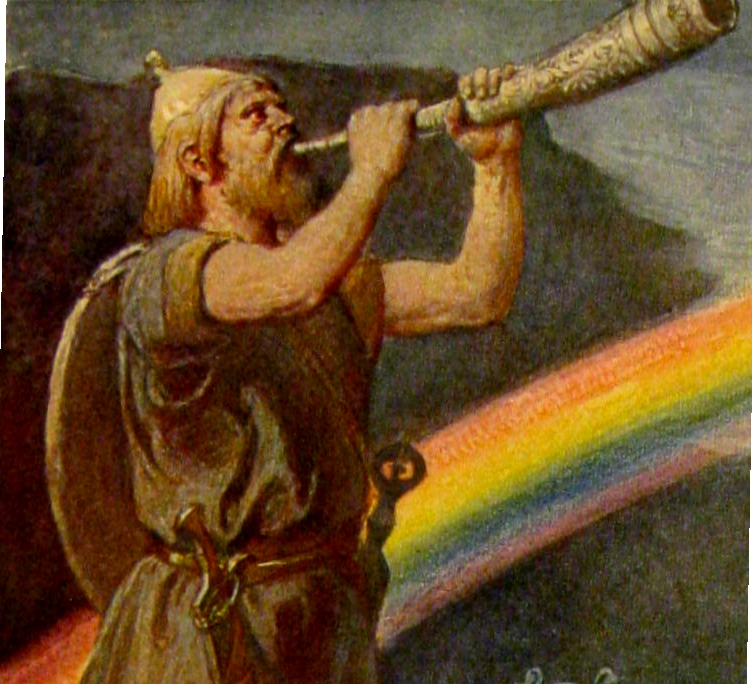
Il dio Heimdallr sta davanti al ponte dell'arcobaleno mentre suona un corno (1905) di Emil Doepler

Bifrǫst (o anche Bilrǫst) è, nella mitologia norrena, il ponte dell'arcobaleno, che unisce la terra alla dimora degli dei, Ásgarðr. Assai robusto, ogni giorno gli dei lo percorrono per riunirsi a consiglio. È formato da tre colori, uno dei quali, il rosso, rappresenta il fuoco che arde. Il suo nome significa probabilmente "via tremula" o "via dei colori". È chiamato anche Ásbrú, "ponte degli Asi". Così viene citato nel poema eddico Grímnismál:
hann er æztr viða,

en Skíðblaðnir skipa,

Óðinn ása,

en ióa Sleipnir,

Bilröst brúa,

en Bragi skálda,

Hábrók hauka,

en hunda Garmr.»
è il migliore tra gli alberi,

Skíðblaðnir tra le navi,

Óðinn tra gli Æsir,

e tra i cavalli Sleipnir,

Bilröst tra i ponti

e Bragi tra gli scaldi,

Hábrók tra i falchi

e tra i cani Garmr.»
(Edda poetica - Grímnismál - Il discorso di Grímnir XLIV)
In questo poema Grímnir (Odino sotto mentite spoglie) fornisce al giovane Agnarr la conoscenza cosmica, inclusa la nozione che Bilröst è il migliore dei ponti.
Bifrǫst è sorvegliato dal dio Heimdallr, pronto ad avvertire gli dei dell'avvento del Ragnarǫk, la fine del mondo. Allora il ponte crollerà, quando i Múspellsmegir lo cavalcheranno per raggiungere il cielo.
Nelle antiche leggende norrene esso viene descritto come instabile, mosso e luminoso e ha tre colori: verde, rosso e azzurro. Questo è un chiaro riferimento all'aurora boreale.